# Joseph R. West
Joseph Rodman West, född 19 september 1822 i New Orleans, Louisiana, död 31 oktober 1898 i Washington, D.C., var en amerikansk republikansk politiker och general. Han representerade delstaten Louisiana i USA:s senat 1871-1877.
West studerade vid University of Pennsylvania. Han gifte sig 1843 med Jeanne Josephine Fadeuilhe. Han deltog i mexikanska kriget och arbetade sedan som journalist i San Francisco. Han deltog i amerikanska inbördeskriget i nordstatsarmén och befordrades till brigadgeneral.
West efterträdde 1871 John S. Harris som senator för Louisiana. Han efterträddes sex år senare av William Pitt Kellogg.
West var 1882-1883 ordförande för kommissionen som styrde District of Columbia (Board of Commissioners for the District of Columbia). Kommissionsordförandens ämbete avskaffades först 1975 då Washington, D.C. fick en folkvald borgmästare.
Wests grav finns på Arlingtonkyrkogården.